# Gällivare (comuna)
Gällivare (em sueco: Gällivare kommun;  ouça a pronúncia; em finlandês:  Jällivaara; em lapão setentrional:  Jiellevárri) é uma comuna da Suécia localizada no condado de Norrbotten.
Sua capital é a cidade de Gällivare.
Possui 15 691 quilômetros quadrados e segundo censo de 2018, havia 17 630 habitantes.
A maior parte da comuna está situada a norte do Círculo Polar Ártico.

É uma ”zona administrativa de língua lapónica” (Förvaltningsområdet för samiska språket), onde existem direitos linguísticos reforçados para a minoria étnica dos lapões.

## Etimologia e uso
O nome geográfico Gällivare é uma suequização da palavra Jiellevárre em lapão de Luleå, significando ”fenda; espaço intermédio” em "monte; montanha", possivelmente uma alusão a um vale na montanha Malmberget.

## Geografia
A comuna é composta por alta montanha (fjäll) no oeste e planalto florestal no leste.
Existem no seu território várias aldeias de lapões, entre as quais Girja e Unna tjerusj.

Lapões em Gällivare
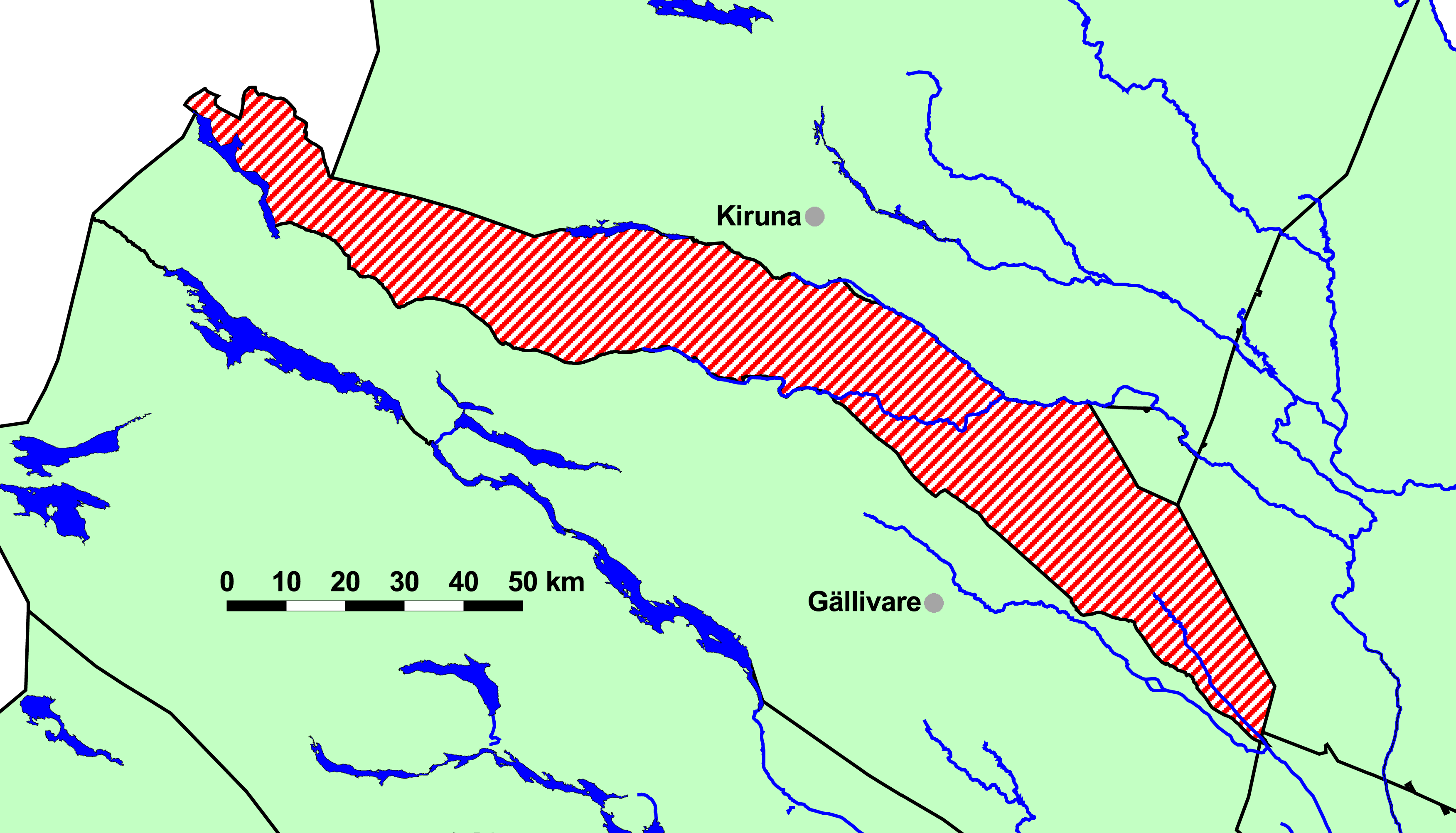
Aldeia lapónica de Girja (Girjas sameby)
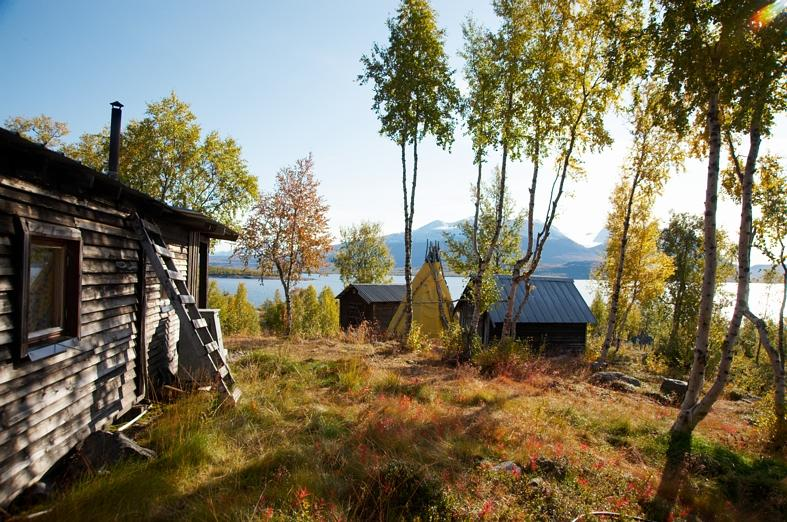
Aldeia lapónica temporária de Östra Ritjemjåkks (sameviste)

## Localidades principais
Localidades com mais população da comuna (2019):

| # | Localidade       | População |
| - | ---------------- | --------- |
| 1 | Gällivare        | 10 638    |
| 2 | Koskullskulle    | 1 203     |
| 3 | Malmberget       | 1 065     |
| 4 | Malmberget östra | 471       |
| 5 | Hakkas           | 360       |
| 6 | Tjautjas/Čavččas | 254       |

## Economia
A economia tradicional da comuna de Gällivare está baseada na agricultura e na mineração. Hoje em dia, a atividade económica é dominada pelas empresas de serviços ligados à extração mineira pela LKAB na mina de Malmberget (ferro) e pela Boliden na mina Aitikgruva (cobre, ouro e prata).
O hospital de Gällivare (Gällivare sjukhus) serve as comunas de Gällivare, Kiruna, Jokkmokk e Pajala.
O turismo tem uma importância crescente graças ao esqui alpino na montanha Dundret, de cujo topo é possível ver o sol-da-meia-noite durante seis semanas.

## Comunicações
A comuna é atravessada pelas estradas europeias E10 (Kiruna-Luleå) e E45 (Karesuando-Gotemburgo).
É um nó ferroviário por onde passa a Linha do Minério (Luleå-Narvik) e por onde começa a Linha do Interior (Gällivare-Kristinehamn).
O aeroporto de Gällivare fica a cerca de 8 km a leste da cidade de Gällivare..

## Património turístico
Alguns pontos turísticos mais procurados atualmente são:

- Museu de Gällivare (Gällivare museum; reconta a história dos três grupos que formaram a região: trabalhadores construtores da ferrovia, lapões e colonos suecos)
- Parque nacional Muddus
- Reserva natural Stubba
- Floresta primitiva de alta montanha Lina fjällurskog